# Weilen unter den Rinnen
Weilen unter den Rinnen (Weilen) là một thị xã nằm ở huyện Zollernalbkreis, thuộc bang Baden-Württemberg, Đức.